# Irynarch (Sinieokow-Andriejewski)
Irynarch, imię świeckie Irinarch Damianowicz Sinieokow-Andriejewski (ur. 1 września?/13 września 1870 lub 1871 w Jekaterynosławiu, zm. 1 marca 1933) – rosyjski biskup prawosławny.

## Życiorys
Był synem szlachcica. W 1897 ukończył z tytułem kandydata nauk teologicznych Kijowską Akademię Duchowną. 11 sierpnia 1897 został wyświęcony na kapłana. Przez rok służył w cerkwi domowej aresztu w Jekaterynosławiu. Następnie od 1898 do 1899 był katechetą w Zakaukaskim Seminarium Nauczycielskim oraz w gimnazjum żeńskim w Gori, zaś przez kolejny rok służył w cerkwi Opieki Matki Bożej w Tyflisie. W latach 1900–1903 był katechetą w średniej szkole mechaniczno-technicznej w Aleksandrowsku, zaś do 1906 ponownie pracował w Gori na wcześniejszych stanowiskach. Od sierpnia do listopada 1906 służył w guberni saratowskiej, by wrócić następnie do Gori.
W 1910 złożył wieczyste śluby mnisze, zaś w 1911 otrzymał godność ihumena. Od 1911 do 1913 był inspektorem seminarium duchownego w Jakucku. W 1913 podniesiony do godności archimandryty. Do 1917 był rektorem seminarium duchownego w Symferopolu.
16 lipca 1917 miała miejsce jego chirotonia na biskupa bieriezowskiego, wikariusza eparchii tobolskiej. Od listopada 1918 do 1919 pełnił obowiązki locum tenens eparchii tobolskiej. W 1918 wziął udział w zjeździe hierarchów prawosławnych urzędujących na terenach pozostających pod kontrolą wojsk Białych. W 1919, w czasie odwrotu Białych do Semipałatyńska, opuścił Tobolsk i udał się do Irkucka, a następnie do Tiumeni. W Tobolsku ukrył relikwie św. Jana Tobolskiego. Do 1925 nosił tytuł biskupa tiumeńskiego, wikariusza eparchii tobolskiej. W rzeczywistości w 1922 został uwięziony pod zarzutem ukrywania kosztowności monasteru w Tiumeni, zaś w 1924 przewieziony do Moskwy, a następnie skazany na siedem lat pozbawienia wolności. Zesłany do obwodu smoleńskiego, w 1924 został amnestionowany. W tym samym roku od września do grudnia był locum tenens eparchii podolskiej.
W latach 1925–1927 był biskupem wielkoustiuskim i ust´-wymskim. Zwalczał wpływy Żywej Cerkwi. Od marca do września 1927 przebywał na zsyłce we wsi Szajtanka. Następnie do 1928 zesłany do Krasnokokszajska. Do 1930 był locum tenens eparchii jakuckiej. W 1930 wyznaczony na arcybiskupa permskiego, pełnił urząd do aresztowania w roku następnym.
Skazany w 1932 na pięć lat łagru pod zarzutem uczestnictwa w „organizacji cerkiewno-monarchistycznej”, zmarł prawdopodobnie w 1933 w więzieniu. W 1990 zrehabilitowany.